# 曽禰寛純
曽禰 寛純（そね ひろずみ、1955年1月16日 - ） は、日本の技術者、実業家。アズビル代表取締役会長兼社長を経て、同社代表取締役会長。元計測自動制御学会会長。元日本電気制御機器工業会会長。

## 人物・経歴
茅ヶ崎生まれ。1977年東京工業大学工学部制御工学科卒業。1979年東京工業大学工学部修士課程制御システム工学専攻修了、山武ハネウエル入社。1996年山武ハネウエル工業システム事業部システム開発統括部システムマーケティング部長。1998年山武産業システムマーケティング部長。2000年山武産業システム取締役マーケティング部長。2003年山武執行理事アドバンスオートメーションカンパニーエンジニアリング本部長。2004年フィールドバス協会理事。2005年山武執行役員経営企画部長。2006年計測制御エンジニア会副会長。2008年山武執行役員常務経営企画部長。2009年山武執行役員常務、計測自動制御学会副会長。2010年山武取締役、計測自動制御学会会長。2012年アズビル代表取締役社長兼執行役員社長。2015年日本電気制御機器工業会会長。2019年秋の褒章で藍綬褒章受章。2020年アズビル代表取締役社長兼執行役員社長兼代表取締役会長兼執行役員会長。同年アズビル代表取締役会長兼執行役員会長。2021年日本電気計測器工業会会長。2022年計測自動制御学会名誉会員。